# Daniel Bogusz
Daniel Bogusz (ur. 21 września 1974 w Warszawie) – polski piłkarz.

## Kariera klubowa
Wychowanek Jagiellonii Białystok. W lipcu 1989 został wybrany najlepszym zawodnikiem turnieju finałowego o Puchar Michałowicza, rozegranego w Koszalinie. W barwach Jagiellonii w sezonie 1992/1993 zadebiutował w polskiej ekstraklasie. W 1993 przeniósł się do Widzewa Łódź. W sezonach: 1995/1996 i 1996/1997 z łódzką drużyną zdobył tytuł Mistrza Polski oraz wystąpił w Lidze Mistrzów. Zimą 2002 przeniósł się do Arminii Bielefeld, zespołu z niemieckiej 2. Bundesligi. W 2005 podpisał kontrakt ze Sportfreunde Siegen.

## Sukcesy
- Widzew Łódź

Ekstraklasa (2): 1995/96, 1996/97
Superpuchar Ekstraklasy S.A. (1): 1996

## Reprezentacja Polski
| l.p. | Data             | Miejsce   | Przeciwnik | Rezultat | Rozgrywki  | Grał   | Uwagi |
| ---- | ---------------- | --------- | ---------- | -------- | ---------- | ------ | ----- |
| 1.   | 15 lutego 1997   | Ajia Napa | Cypr       | 3-2      | towarzyski | od 66' |       |
| 2.   | 21 sierpnia 2002 | Szczecin  | Belgia     | 1-1      | towarzyski | od 68' |       |